# 米長邦雄
米長 邦雄（よねなが くにお、1943年〈昭和18年〉6月10日 - 2012年〈平成24年〉12月18日）は、将棋棋士。タイトル獲得数19期は歴代7位。永世棋聖の称号を保持し、引退前から名乗る。佐瀬勇次名誉九段門下。棋士番号は85。趣味は囲碁で囲碁八段（日本棋院から追贈）。2003年（平成15年）12月、引退。日本将棋連盟会長（2005年〈平成17年〉 - 2012年〈平成24年〉）。
2003年（平成15年）11月、紫綬褒章受章。2013年（平成25年）1月、旭日小綬章受章（没後叙勲）。
北陸先端科学技術大学院大学特任教授（2011年〈平成23年〉10月1日 - 2012年〈平成24年〉9月30日）。
日本財団評議員（2011年〈平成23年〉4月 - 2012年〈平成24年〉12月）。財団法人JKA評議員（本来の任期満了予定日は2013年〈平成25年〉3月31日であったが、死去により死去日をもって自動的に退任した）。日本テレビ番組審議会委員。ニッポン放送番組審議会委員。東京都教育委員（1999年〈平成11年〉12月 - 2007年〈平成19年〉12月）などを歴任。

## 経歴
肩書、タイトルはいずれも当時。

### プロ入り前
山梨県南巨摩郡増穂町（現・富士川町）出身。増穂村の米長家は元々地主の家系であったが、第二次世界大戦後の農地解放により土地を失った。「将棋を覚えたのは弟が小学生に上がるころで、四人兄弟が二組に分かれ、暇さえあれば将棋を指していました。しばらくすると三男が四男の邦雄に負け、さらに二男の私も勝てなくなりました。」と次兄の修が語っている。当時たばこ屋を営んでいた米長家の生活は、父親が肺結核を患っていたこともあって非常に困窮しており、当初は子供たちは全員高校進学せずに奉公に出す方針だった。
小学校3年の頃、周囲の大人達を負かすようになる。小学校6年の頃、師匠となる佐瀬勇次が米長の生家を訪れて、プロ将棋界へ進むことを勧めた。そのとき佐瀬が両親に言った言葉は、「息子さん（米長）は名人になれるかわからないが、八段にはなれます」であったという。「小学六年の時、山梨県の将棋大会で初段以下の部で優勝しました。翌日佐瀬七段というプロと、アマ有力者が我が家に来て、この子は将棋の才能が素晴らしい、中学になるとき内弟子になってプロを目指してもらいたい、経済的には一切面倒を見ると言われました。両親は将棋界の知識はありませんでしたが、最後の一言が決め手になり承諾しました。つまり、弟が将棋の世界に入ったのは口減らしのためだったのです。」とは次兄の修の談。こうして米長は佐瀬の元で修行するために、東京へ転居することとなった。
北区立十条中学校、東京都立鷺宮高等学校を経て、中央大学経済学部に入学するも、4年次3月（年度末）退学。
佐瀬は高校進学に反対したが、米長は「一日五時間六時間もぶっ通しで勉強するようなそういう勉強法だからあなたは七段止まりなんだ」「あなたの考えた勉強法では、あなた止まりになってしまう」と大喧嘩になった。

### プロ入りと初タイトル
プロ入りしたのは1963年（昭和38年）で、ちょうど大山康晴が五冠独占を続けていた時代に当たる。A級昇級は1971年（昭和46年）、初タイトルは1973年（昭和48年）の第22期棋聖戦で、それぞれ数え年で28歳、30歳の時と、超一流と呼ばれる棋士の中では出世は遅い方であった。
1970年（昭和45年）、王位戦で大山康晴に挑戦。これがタイトル初挑戦である。これを含め、大山とのタイトル戦で4連続奪取失敗をする。大山からのタイトル初奪取は、1983年（昭和58年）の1982年度・第32期王将戦まで待つこととなる。
1973年（昭和48年）、第22期棋聖戦で有吉道夫を破り、初のタイトル獲得。最終局の終盤、劣勢の中でトン死の筋（金を取りながら詰めろ馬取り）で大逆転。米長曰く「対局相手の有吉さんは、トン死の筋に気づいた時30センチくらい飛び上がった」という。

### 中原米長時代
中原誠は、大山以上の天敵であった。1973年度の王将戦に始まり、タイトル戦でなかなか中原に勝てなかった。
2年連続で中原王将への挑戦者となった1975年（昭和50年）の1974年度・第24期王将戦では、七番勝負開幕前のインタビューで「第一局では中原王将（当時）があっと驚く奇策を考えている」と発言。その言葉通り、先手番となった第一局では三手目に▲8六歩と突く角頭歩戦法を見せるが、後手番の中原誠は冷静に△4四歩と応対。角頭歩戦法の肝とも言える角交換を封じられた米長はいいところなく敗れ、以後角頭歩戦法を公式戦で用いる事はなかった。一方の七番勝負も3勝4敗と、第一局での敗戦が最後まで影響する結果となった。ちなみに中原誠は、この時の七番勝負第七局（最終局）を「米長さんとの最も印象に残っている一局」として挙げている。中原誠曰く「タイトル戦七番勝負の第七局で、双方残り一分の秒読みになったのは、後にも先にもこの時以外記憶にない」からである。
中原への8度目の挑戦となった1979年度・第20期王位戦はフルセットの戦いとなり、最終局での千日手指し直しの戦いの末に奪取。ようやく中原に一矢を報いた。
1984年度、中原誠と十段戦七番勝負を戦う。フルセットで迎えた最終局（1985年1月）に勝利し奪取。史上3人目の四冠王となり、7つのタイトルのうちの過半数を占めた。俗に「世界一将棋の強い男」とも称された。しかし、名人位にだけはなかなか手が届かなかった。
この1980年代前半に米長と最も多く対局したのは中原誠ではなく、振り飛車の雄・森安秀光であった。A級順位戦やタイトル戦などでの森安との激闘は居飛車対振り飛車、特に居飛車急戦の戦術発展に大きく寄与した。その一例が1985年3月の第42期A級順位戦最終局であるこの一局、森安が勝てば6勝2敗となり、最終局が抜け番だった中原王将（当時）（同じく6勝2敗）に並び、プレーオフとなるところだった。一方の米長は勝っても負けても名人挑戦や降級には関係ない一番だった。この対局で新手を放ち勝利する。米長哲学を実践した一例とされる。
米長は、早指しの棋戦でも力を発揮した。早指し将棋選手権で、1974・1977・1979・1980年度に優勝、日本シリーズでは、1980・1984・1986年度に優勝、NHK杯戦でも1978年度に優勝した。また、公式戦ではないが、決勝戦が持ち時間15分・1分の考慮時間10回の富士通杯達人戦でも、歴代2位タイとなる4度の優勝を果たしている。
横歩取り戦法が流行していた頃、1990年（平成2年）の1989年度・第39期王将戦で挑戦者となった時に、「横歩も取れない様な男に負けては御先祖様に申し訳ない」と新聞紙上でコメントし、南芳一王将（当時）を挑発した。この時は弟子の中川大輔四段（当時）のアパートに通い、南対策を教わったと自身の著書で書いている。南は対局で横歩を取った。この七番勝負は4-3で米長が王将位を奪取、うち2局が横歩取りとなり、1勝1敗であった。しかし翌年1991年（平成3年）の1990年度・第40期王将戦で挑戦者となった南に2-4で敗れ防衛に失敗する。

### 名人獲得
1993年（平成5年）、第51期名人戦で7度目の挑戦者となり、中原名人をストレートで降して初の名人位を獲得した。49歳11か月での獲得、50歳での在位（50歳名人）は、2022年度名人戦終了時点で史上最年長記録である。新宿の京王プラザホテルで行われた名人就位式・祝賀パーティーには、2,000人を超える異例の人数の参加があった。会場には新たにA級に昇級した羽生善治もおり、席上で米長は羽生を指して「私個人のことになりますけれども、来年アレが出てくるのではあるまいか」とスピーチした。その予言通り、翌年の第52期名人戦は、A級1年目にして名人挑戦を果たした羽生に2勝4敗で破れ、防衛に失敗する。以降は各棋戦の本戦に顔を見せることはあっても、タイトルを獲得することはなく、挑戦者になることもなかった。
1994年、通算1,000勝を達成して特別将棋栄誉賞を受ける。

### 引退
1998年（平成10年）、第56期順位戦で4勝5敗の成績ながらリーグ表順位の差で、26年連続で在籍したA級からの降級が決まる。B級1組で指す道を選択せず、フリークラス宣言をして順位戦から撤退し、名人挑戦の可能性を残す道を自ら断った。
1998年5月22日、日本将棋連盟の棋士総会において、米長が「永世棋聖」を現役のまま就位することが、同日付で認められる。
2003年（平成15年）4月、記者会見を開き、勝ち残った棋戦のみ指し続け、すべて負けた場合に引退届を提出することを予告する異例の表明を行なった。当時59歳（実際の引退時は60歳）の米長の立場では規定により65歳が定年であったが、これを約5年早めるものであった。各棋戦の予選で敗退を重ねていく中で第53期王将戦は、予選で2人のA級棋士（三浦弘行・藤井猛）を破り、60歳で挑戦者決定リーグの参加を果たす。しかし、初戦から3連敗を喫して挑戦権争いから脱落することが確定し、4回戦の前日に改めてリーグ終了後に引退届を提出することを宣言した。翌日の対局は、佐藤康光棋聖が相手であったが、佐藤は米長に敬意を払い和服（羽織袴）を着用して下座に着いていた（本来はタイトル保持者の佐藤が上座）。朝、対局室でこれを知ったスーツ姿の米長は、すぐに自身の事務所に連絡して和服を取り寄せ、午後から和服姿で対局した。第5局は森内俊之竜王であり、森内もまた先に対局室入りすると和服を着用して下座に着いていた。事前に察していた米長も今回は最初から和服を用意しており、森内に上座に座るよう勧めたが、森内の意思が堅いと知ると諦め、その代わりに玉将を自玉として森内に敬意を表した（本来は上座が王将、下座が玉将）。12月12日、最後の公式対局となった第6局の相手は郷田真隆であり、同じく共に和服での対局となった。当日は、羽生名人と森内竜王の事前の提案で、特別対局室で行うこととなり、後手番の米長が力戦形に持ち込む難解な終盤戦となったが、郷田が勝利した。感想戦後には花束が送られるなどし、最後に報道陣に「これから新しい人生のスタートです。応援してください」と言って対局室を去った。
予告通り12月17日に引退届を提出し、約40年の棋士生活を終えた。ただし、連盟の専務理事として運営には関与を続け、2005年には連盟会長に着任して死去する2013年まで同職を務めた。

### 会長として
2003年（平成15年）、中原誠が会長になったのを受けて、日本将棋連盟の専務理事に就任。そして、2005年（平成17年） 中原誠の後を受け、日本将棋連盟会長に就任。名人戦の朝日新聞と毎日新聞による共催実現、瀬川晶司のプロ入り試験実現、日本女子プロ将棋協会（LPSA）の独立問題への対応など、個々の事例については批判もあるが、一定の実績を残している。
また、将棋連盟の赤字体質改善のため、多くのリストラを行ったが、関西本部にあった「将棋博物館」を2006年（平成18年）に閉鎖し、収蔵品を大阪商業大学アミューズメント産業研究所に譲渡したことについては木村義雄十四世名人の娘などから批判を受けた。
将棋連盟会長となって以降も、自身のサイトからの情報発信に加え、前述の『正論』や中日スポーツ・東京中日スポーツの連載コラム「セブンデイズ」など個人の立場での寄稿を継続している。日本将棋連盟のホームページでは笑顔でWピースの写真を役員紹介の写真に採用している。

### ボンクラーズとの対局
1976年、米長は池袋東武百貨店のイベントでコンピュータ将棋との公開対局を行った。これがコンピュータ将棋初の対プロ戦であり、もちろん当時のコンピュータ将棋は非常に弱かったため圧勝した。

それから数十年、「米長邦雄永世棋聖vsボンクラーズ プロ棋士対コンピュータ将棋電王戦」と称してコンピュータ将棋ソフトと2012年（平成24年）1月14日に対戦することが、2011年（平成23年）10月6日に発表された。ボンクラーズの棋力は高く、米長によるとタイトルホルダーを含めた複数人のプロがボンクラーズに大きく負け越したという。
2012年（平成24年）1月14日のボンクラーズとの対局で、プレマッチに引き続き奇策、先手7六歩に対し後手6二玉を採用した。コンピューターに読ませない将棋にするのが狙いの練りに練った手で、これが成功し途中までは大優勢だったと述べている。しかし、後手の米長は113手で敗れた。米長は電王戦敗戦後に書かれた自著『われ敗れたり』で第24回将棋ペンクラブ大賞(文芸部門)を受賞している。

### 死去
2009年（平成21年）1月9日に前立腺癌で放射線治療を受けていると発表し、自身のホームページ「米長邦雄の家」の「癌ノート」に詳細を連載した。2012年（平成24年）12月18日午前7時18分、東京女子医科大学病院で死去。戒名は、棋聖院純実日邦居士（きせいいんじゅんじつにっぽうこじ）。日本将棋連盟会長現職のままの死去であり、「人生すべて感謝である」のブログ更新は自身最期の更新となった。

## 人物

### 家族
家族構成は父親、母親（2001年死去）、5人兄弟。先述のように家計が厳しかったことで特別教育熱心の家庭ではなかったが、3人の兄（泰、修、優）は東京大学に進んだ（米長も中央大学へ進学）。長兄である泰は、秋田工業高等専門学校教授として都市工学を専門するかたわら、将棋の全日本学生名人戦で優勝を果たすなどアマチュア強豪として知られており、将棋の棋風分析の一人者として「米長伊甫」名義の著書もある。
「兄達は頭が悪いから東大へ行った。自分は頭が良いから将棋指しになった」という言葉は有名である。ただし、実際に米長自身が発言したのかどうかははっきりしていない。なお、将棋世界1972年1月号で石垣純二との対談の際において「兄弟そろったとき、どうも東大卒の3人の給料より私のほうが年収はちょっと多かったので兄たちはクサっていました」と東大出身の兄と将棋指しの自分を比較している発言をしている。
元参議院議員の米長晴信は甥。

### 弟子
棋士になった弟子は先崎学・中川大輔・伊藤能・長岡裕也・高崎一生・中村太地・杉本和陽の7名。他に、元・女流棋士の林葉直子。先崎と林葉は内弟子であった。
一番弟子の伊藤能が三段リーグで不振に陥っていた頃に発した言葉が、「最近、お前はだらけている。目がな、目が死んでいるんだ！（中略）オマンコを見るような目で、将棋盤を見ろ!!」である。これが伊藤の闘志に火をつけ、三段リーグを2位で卒業し、四段昇段を果たした。

### 交友
升田幸三とはウマが合い、「麦長君」とよばれて親しまれた。また、芹沢博文・内藤國雄とも親しい関係で、中原誠とも自称親友の間柄という。
趣味の一つに囲碁があり、『碁敵が泣いて口惜しがる本』という著書もある。囲碁界の無頼派の棋士・藤沢秀行を尊敬して、兄事している。
大の将棋ファンであった山口瞳は米長のことを親しみを込めオランウータンというあだ名をつけた。
1993年（平成5年）の名人位獲得には、若手とともに研究を行ったことが大きな要因であったとされる。米長は徹底的に自分の序盤戦術を洗い直す作業に取り掛かる。名人戦では対局の合間に、当時島朗が主宰して、羽生善治・佐藤康光・森内俊之で構成された伝説の研究会「島研」に顔を出した。また、1980年（昭和55年）から1990年代にかけて数十人の若手棋士が参加した「中原研究会」に対抗して、数年前から自宅を改造して若手棋士を集めて開いていた研究会「米長道場」で、徹底的に対中原名人戦の研究を重ねた。特に道場の師範代格で、当時序盤研究の第一人者だった森下卓から、大きな示唆をもらったという。なお、米長道場は「若手に教えを請う」という姿勢で運営しており、米長は森下卓のことを「先生」と呼んでいた。また佐藤康光に対する評価も高く、あるアンケートでの「無人島に1年間住むとしたら、何を持って行くか（2つ）」という質問に対し「美人とグロンサン」と回答している（「グロンサン」は当時の佐藤のあだ名）。
武者野勝巳とゲームの著作権に関して裁判で争った。裁判は米長が武者野に対し和解金を支払うことで解決。ただし、米長は自身のサイトで「和解金」ではなく「解決金」と書いた。

### 米長哲学
「自分にとっては消化試合だが相手にとって重要な対局であれば、相手を全力で負かす」という理念を持ち、将棋界では「米長哲学（米長理論）」と呼ばれる。
著書『人間における勝負の研究』では、「何年間かのツキを呼び込む大きな対局であり、名人戦より必死にやるべき対局」と表現している。第24期順位戦（1969年度）は、中原誠と同時にB級1組に昇級して迎えた。A級昇級争いは、12回戦まで終了した残り1局の時点で、内藤國雄が11勝1敗で昇級が決まり、もう1人の昇級枠を58歳の大野源一と22歳の中原誠が、ともに9勝3敗で争っていた（順位が上の大野のほうが中原より有利）。そして、大野にとって「勝てば昇級」の最終13回戦の相手は米長であった。その米長自身は7勝5敗で昇級にも降級にも絡んでいなかった。ところが、その一局で米長は、通常タイトル戦でしか着用しない羽織袴の姿で大野の前に現れ、手加減しない姿勢をあらわにした。結果は、米長と中原がともに勝ったことにより大野はA級復帰を逃し、中原は米長のアシストによりA級に昇級した。なお、米長がA級昇級を果たしたのは翌年であったが、これについて前記の著書の中で、前年のことがあったからこそ昇級できたとの考えを述べている（精神面もさることながら、その年上がれなくとも翌年の昇級争いの最有力候補になる中原がB1リーグ戦から消えていたことは米長の昇級に有利になった）。
著書『米長の勝負術』では、トーナメントなどの例外を除き、その対局の結果が第三者に影響を及ぼす勝負の場合、自身の勝負に勝とうが負けようが第三者の悲喜の総量は変わらないが、それが故に結局は自身が全力を尽くしたかどうかだけが残り、手を抜いてしまっては純粋に、自身にとってマイナスであるとしている。この「米長哲学」は将棋界全体に広く普及し、大相撲などの八百長問題の際に新聞などで引用されることもある。

### 政治思想
産経新聞の『正論』執筆者に名を連ねるような保守派の言論人である。60年安保に高校の社会科学研究会（社研）の部長として国会包囲に参加したが、後述のナンパ活動を通じて、この世の中に絶対正しいものは無いと考え転向する。
東京都教育委員会委員だった時は、ジェンダーフリー教育阻止と、東京都の公立学校に対する「日の丸・君が代」の義務化に尽力した。石原慎太郎からは「私はタカかハトかで、タカと言われているが、米長さん、あんたはコンドルだよ」と言われた。一方でゆとり教育にはそれほど否定的ではなく、「ゆとり教育というのは表現の失敗であって『ゆとり』は素晴らしいものです。文科省に再考を促したい。生きる力を育むのは『ゆとり』しかあるまい。」と述べている。
1995年の第17回参議院議員通常選挙で自由民主党から比例区公認候補者として擁立されることが同年3月に一旦は決定したが、その後の将棋関係者などの説得により、同月中に立候補断念を表明している。

2004年秋の園遊会に招待された際、明仁天皇（当時）に対し「日本中の学校において国旗を掲げ国歌を斉唱させることが、私の仕事でございます」と発言したところ、「強制になるということでないことが望ましいですね」と笑顔で返され、真っ青になって慌て「そう、もちろんそうでございます。素晴らしいお言葉ありがとうございます」と礼を言った。
教育委員として日本共産党と対立し続けたが、政治的な意見を別として将棋・囲碁への貢献から「政党で真っ先にいちばん感謝しなければならないのは日本共産党」と将棋文化振興議員連盟設立総会で発言している（しんぶん赤旗は若手の登竜門である「新人王戦」を、将棋では1970年以来、囲碁では1976年以来、主催している）。

### 名解説
米長は対局解説がわかりやすいことで有名であった。1988年度（昭和63年）のNHK杯羽生加藤戦で解説を務めたが、後日、羽生がこの対局に触れ、61手目に▲5二銀を指した時、対局室と解説室は離れていて防音もされていたが、米長の叫び声が対局室まで聞こえたという。

### お色気
20歳の頃にはナンパ活動を実施、最終的に500人ぐらいまでいったと豪語。「『させてくれ』と女にお願いしているうちは半人前である」「鍛練して『してください』と頼まれるようにならなければいけない。なおかつ、そのお願いに充分に応えられなくてはならない」と述べている。42歳のときには、写真週刊誌で鳥取砂丘でのヌード写真を掲載した。
平成10年版『将棋年鑑』（1998年）の棋士アンケートにおいて、「あなたのストレス解消法は」の質問に「口に出すわけにはいかない」と答え、「可能ならばやってみたいスポーツは」という質問には「段違い平行棒」と答えている。
2004 - 2005年に、ニッポン放送の携帯サイトで「米長邦雄のさわやかイロザンゲ」というタイトルのエッセイを週1回で連載した。内容は、モテる秘訣、自身の過去についての赤裸々な告白、読者からの人生相談などであった。
妻帯者であったが自他共に認める性豪として知られた。前立腺癌を宣告された後、全摘手術を躊躇し、手術より性機能温存を期待できる放射線治療を受けたが、その後転移を生じた。その心の機微が闘病記である著書「癌ノート～米長流 前立腺癌への最善手～」に記されている。

## 棋風
厚みを重視し、劣勢になると自陣に駒を打ち付け複雑にして逆転を狙う棋風から、「泥沼流」と呼ばれる。本人の性格や見た目から「さわやか流」と呼ばれていたこともあり、米長本人は後者の方が好きだったと言う（ただし、棋風との関連は不明）。
弟弟子である丸山忠久は、米長将棋の特徴について「米長先生の棋風は『さわやか流』、『泥沼流』などと評され、清濁併せ呑むというのが一般的なイメージかも知れません。しかし、私は清から濁、濁から清への転換の見事さこそが米長将棋の本質だと考えています」と述べた上で、「清なら清、濁なら濁がずっと続くわけではなく、鮮やかに切り替わるのです。その変わり身の速さは、おそらく誰も真似できないでしょう。これが米長将棋の最大の魅力だと思っています」と、局面に対する柔軟性の高さを評価している。
居飛車本格派ながら、定跡研究などによる序盤の構想よりも中～終盤の攻防でねじ伏せる勝利が多く、特に将棋の終盤戦術の向上に貢献した。その独特の感覚は「米長玉」などに表れており、現代将棋の終盤の基本パターン「自分の玉を‘Z’（ゼット、絶対詰まない形）にして攻めまくる」に、大きな影響を与えている。四冠王になるなど絶頂期にあったときには、自著『逆転のテクニック』の中で序盤研究に否定的な見解を示し、詰将棋で鍛え抜いた読みの力をベースに劣勢になっても相手のミスを招く勝負術ならびに終盤力が将棋における勝負の本質であるとの見解を示していた。
若手時代から「序盤下手」と揶揄されることが多かった（谷川と共に「序盤の二下手」と呼ばれたこともある）一方で、羽生善治は米長の序盤を「序盤から息を抜けず緊張感を強いられる序盤巧者」と評している。ただ、定跡に挑戦するチャレンジ精神は相当あり、対山田戦では
「▲3七桂対△1三銀型矢倉は千日手」という常識に挑戦した（結果は負けた）。また、対中原戦では総矢倉（これも常識では千日手）で
▲6八銀左という新手を指して勝っている。
また、同じ振り飛車党に対しても大山に対しては位取りをメインにした持久戦を、森安に対しては鷺宮定跡（急戦）を採用するなど、
相手によって戦法を変えることを明言していた。
四冠王になる前には、「角頭歩戦法」や「新鬼殺し戦法」といった奇抜とも言える序盤戦術を開拓していた。「角頭歩戦法」はタイトル戦（1975年（昭和50年）の王将戦第1局）の舞台で使用し、大きなインパクトを与えた。しかし「角頭歩」についてはすぐ相手側の「回避策」が出てしまったが、それに影響を受けた戦法「立石流」の源泉となった。また「新鬼殺し戦法」は初心者向けのハメ手と戒められていた鬼殺しを立派な一戦術として確立させている。また2011年（平成23年）12月21日に行われたコンピュータ将棋「ボンクラーズ」とのエキシビジョンマッチで敗北したものの、ボンクラーズの初手▲7六歩に対し2手目に△6二玉(本人は「新米長玉」と呼称している)という珍しい手を繰り出した。
四冠王となった頃に「米長流急戦矢倉」の開発、対振り飛車における「玉頭位取り」や「鷺宮定跡」の整備といった功績がある。
「矢倉は将棋の純文学」という有名な表現は米長の言葉である。これは米長によれば(矢倉は)高尚である、と言った意味での発言ではなく、角が上下にギザギザネチネチと動き、ネチネチと押したり引いたりし、相手の出方を見てネチネチと手を変え、と言ったそのネチネチさを指して「純文学」と表現したとのことである。

## 昇段履歴
- 1956年（昭和31年）00月00日 ： 6級 = 奨励会入会
- 1959年（昭和34年）00月00日 ： 初段
- 1963年（昭和38年）04月01日 ： 四段 = プロ入り
- 1965年（昭和40年）04月01日 ： 五段（順位戦C級1組昇級）
- 1966年（昭和41年）04月01日 ： 六段（順位戦B級2組昇級）
- 1969年（昭和44年）04月01日 ： 七段（順位戦B級1組昇級）
- 1971年（昭和46年）04月01日 ： 八段（順位戦A級昇級）
- 1979年（昭和54年）04月01日 ： 九段（九段昇格規定30点）
- 1985年（昭和60年）01月31日 ： 「永世棋聖」資格獲得
- 1998年（平成10年）05月22日 ： 「永世棋聖」現役就位
- 2003年（平成15年）12月17日 ： 引退

## 主な成績
- 通算成績 対局数1904、1103勝 800敗、タイトル戦での持将棋1局
- 順位戦A級以上 連続26期・通算26期（第26=1971年度 - 第30期、第36期=1977年度 - 第56期）[注釈 11]
- 竜王戦1組 通算12期（第1期=1988年 - 第11期、第14期）

### 獲得タイトル
詳細は後記の年表を参照。他の棋士との比較は、タイトル獲得記録、将棋のタイトル在位者一覧を参照
| タイトル                                            | 獲得年度                      | 登場 | 獲得期数        | 連覇              | 永世称号（備考）                       |
| 竜王                                                | －                            | 1回  | －              | －                |                                        |
| 名人                                                | 1993                          | 8回  | 1期             | －                |                                        |
| 王位                                                | 1979                          | 6回  | 1期             | －                |                                        |
| 王座                                                | －                            | 0    | －              | －                |                                        |
| 棋王                                                | 1978, 1980-1983               | 7回  | 5期 （歴代3位） | 4連覇 （歴代3位） |                                        |
| 王将                                                | 1982-1983, 1989               | 8回  | 3期             | 2連覇             |                                        |
| 棋聖                                                | 1973前, 1980前, 1983後-1985後 | 12回 | 7期 （歴代4位） | 5連覇             | 永世棋聖 1998年5月22日就位（当時現役） |
| 旧タイトル                                          | 獲得年度                      | 登場 | 獲得期数        | 連覇              | 永世称号（備考）                       |
| 十段                                                | 1984-1985                     | 6回  | 2期             | 2連覇             |                                        |
| 登場回数 合計48回、タイトル獲得 合計19期（歴代7位） |                               |      |                 |                   |                                        |

| 01位 | 羽生善治* | 099期 | (138回) |
| 2位  | 大山康晴  | 80期  | (112回) |
| 3位  | 中原誠    | 64期  | (091回) |
| 4位  | 渡辺明*   | 31期  | (045回) |
| 5位  | 藤井聡太* | 30期  | (031回) |

| 6位  | 谷川浩司*                   | 27期        | (057回)         |
| 7位  | 米長邦雄                    | 019期       | (048回)         |
| 8位  | 佐藤康光*                   | 13期        | (037回)         |
| 9位  | 森内俊之*                   | 12期        | (025回)         |
| 10位 | 加藤一二三                  | 08期        | (024回)         |
|      | 木村義雄 (番勝負実施分のみ) | 08期 (05期) | (011回) (008回) |

| 01位 | 羽生善治* | 099期 | (138回) |
| 2位  | 大山康晴  | 80期  | (112回) |
| 3位  | 中原誠    | 64期  | (091回) |
| 4位  | 渡辺明*   | 31期  | (045回) |
| 5位  | 藤井聡太* | 30期  | (031回) |

| 6位  | 谷川浩司*                   | 27期        | (057回)         |
| 7位  | 米長邦雄                    | 019期       | (048回)         |
| 8位  | 佐藤康光*                   | 13期        | (037回)         |
| 9位  | 森内俊之*                   | 12期        | (025回)         |
| 10位 | 加藤一二三                  | 08期        | (024回)         |
|      | 木村義雄 (番勝負実施分のみ) | 08期 (05期) | (011回) (008回) |

### 一般棋戦優勝
- NHK杯戦 1回（第28回=1978年度）
- 早指し選手権戦 4回（第5回=1974年度後期・11回・13 - 14回）
- 日本シリーズ 3回（第1回=1980年度・5回・7回）
- 勝抜戦5勝以上 1回（第12回=1989年度）
- 日本将棋連盟杯争奪戦 2回（第2回=1969年度・16回）
- 古豪新鋭戦 1回（第8回=1964年度）
- 名将戦 4回（第7期=1980年度 - 8期・12 - 13期）
優勝合計 16回

### 将棋大賞
- 第1回（1973年度） 最多対局賞
- 第2回（1974年度） 最多対局賞・技能賞
- 第4回（1976年度） 最多対局賞
- 第5回（1977年度） 最多対局賞
- 第6回（1978年度） 最優秀棋士賞・最多勝利賞・最多対局賞
- 第8回（1980年度） 最多勝利賞・最多対局賞
- 第11回（1983年度） 最優秀棋士賞
- 第12回（1984年度） 最優秀棋士賞
- 第17回（1989年度） 殊勲賞
- 第21回（1993年度） 特別賞
- 第27回（1999年度） 升田幸三賞 ・・・ 「米長玉」（よねながぎょく）により

### 記録（歴代1位のもの）
- 最年長名人獲得 49歳11か月（50歳名人）
- 最年長名人失冠 50歳11か月
- 十段リーグ連続在籍16期（十段獲得期間含む）
- タイトル（番勝負）挑戦失敗回数 19回[注釈 12]

### 主な対戦相手との勝敗
30局以上指した棋士との勝敗を以下に示す。
| 対戦相手               | 対局 | 勝 | 敗  | 勝率  | タイトル戦   |
| 中原誠                 | 188  | 81 | 106 | 0.431 | 獲得6 敗退14 |
| 大山康晴               | 104  | 46 | 58  | 0.442 | 獲得2 敗退4  |
| 加藤一二三             | 104  | 63 | 41  | 0.606 | 獲得1 敗退1  |
| 内藤國雄               | 69   | 34 | 35  | 0.493 | 獲得0 敗退1  |
| 谷川浩司               | 64   | 31 | 33  | 0.484 | 獲得1 敗退1  |
| 森安秀光               | 55   | 29 | 26  | 0.527 | 獲得3 敗退0  |
| 桐山清澄               | 55   | 34 | 21  | 0.618 | 獲得0 敗退2  |
| 有吉道夫               | 53   | 38 | 15  | 0.717 | 獲得1 敗退0  |
| 二上達也               | 50   | 36 | 14  | 0.720 | 獲得0 敗退1  |
| 勝浦修                 | 44   | 30 | 14  | 0.682 | 獲得1 敗退0  |
| 森雞二                 | 43   | 30 | 13  | 0.698 | 獲得1 敗退0  |
| 大内延介               | 40   | 28 | 12  | 0.700 | －           |
| 南芳一                 | 35   | 14 | 21  | 0.400 | 獲得1 敗退1  |
| 以下、参考（30局未満） |      |    |     |       |              |
| 塚田正夫               | 12   | 10 | 2   | 0.833 | －           |
| 升田幸三               | 6    | 6  | 0   | 1.000 | －           |
| 中村修                 | 18   | 9  | 9   | 0.500 | 獲得2 敗退0  |
| 羽生善治               | 26   | 10 | 16  | 0.385 | 獲得0 敗退1  |
| 佐藤康光               | 13   | 3  | 10  | 0.231 | －           |
| 森内俊之               | 20   | 9  | 11  | 0.450 | －           |
| 渡辺明                 | 1    | 0  | 1   | 0.000 | －           |

※中原との対局数と勝数は、米長四段と中原三段（奨励会在籍）の対局で米長が勝利した1局（米長の公式戦対局数と勝数に含まれる）とタイトル戦での持将棋1局を含む。
対中原戦の187対局（中原三段の1局を除く）は、同一カード対局数の歴代1位記録。
タイトル戦12連敗（1987年名人戦第3局から1989年名人戦第4局まで）は記録である。

### 在籍クラスの推移
| 開始 年度 | (出典)順位戦出典 | (出典)順位戦出典              | (出典)順位戦出典           | (出典)順位戦出典           | (出典)順位戦出典           | (出典)順位戦出典           | (出典)順位戦出典           | (出典)順位戦出典           | (出典)竜王戦出典 | (出典)竜王戦出典                         | (出典)竜王戦出典                         | (出典)竜王戦出典                         | (出典)竜王戦出典                         | (出典)竜王戦出典                         | (出典)竜王戦出典                         | (出典)竜王戦出典                         | (出典)竜王戦出典                         | (出典)竜王戦出典                         |
| 開始 年度 | 期               | 名人                          | A級                        | B級                        | B級                        | C級                        | C級                        | 0                          | 期               | 竜王                                     | 1組                                      | 2組                                      | 3組                                      | 4組                                      | 5組                                      | 6組                                      | 決勝 T                                   |                                          |
| 開始 年度 | 期               | 名人                          | A級                        | 1組                        | 2組                        | 1組                        | 2組                        | 0                          | 期               | 竜王                                     | 1組                                      | 2組                                      | 3組                                      | 4組                                      | 5組                                      | 6組                                      | 決勝 T                                   |                                          |
| --- | ---------------- | ----------------------------- | -------------------------- | -------------------------- | -------------------------- | -------------------------- | -------------------------- | -------------------------- | ---------------- | ---------------------------------------- | ---------------------------------------- | ---------------------------------------- | ---------------------------------------- | ---------------------------------------- | ---------------------------------------- | ---------------------------------------- | ---------------------------------------- | ---------------------------------------- |
| 1962 |                  | (四段昇段前)                  | (四段昇段前)               | (四段昇段前)               | (四段昇段前)               | (四段昇段前)               | (四段昇段前)               | (四段昇段前)               |                  |                                          |                                          |                                          |                                          |                                          |                                          |                                          |                                          |                                          |
| 1963 | 18               |                               |                            |                            |                            |                            | C212                       |                            |                  |                                          |                                          |                                          |                                          |                                          |                                          |                                          |                                          |                                          |
| 1964 | 19               |                               |                            |                            |                            |                            | C203                       |                            |                  |                                          |                                          |                                          |                                          |                                          |                                          |                                          |                                          |                                          |
| 1965 | 20               |                               |                            |                            |                            | C110                       |                            |                            |                  |                                          |                                          |                                          |                                          |                                          |                                          |                                          |                                          |                                          |
| 1966 | 21               |                               |                            |                            | B217                       |                            |                            |                            |                  |                                          |                                          |                                          |                                          |                                          |                                          |                                          |                                          |                                          |
| 1967 | 22               |                               |                            |                            | B205                       |                            |                            |                            |                  |                                          |                                          |                                          |                                          |                                          |                                          |                                          |                                          |                                          |
| 1968 | 23               |                               |                            |                            | B201                       |                            |                            |                            |                  |                                          |                                          |                                          |                                          |                                          |                                          |                                          |                                          |                                          |
| 1969 | 24               |                               |                            | B113                       |                            |                            |                            |                            |                  |                                          |                                          |                                          |                                          |                                          |                                          |                                          |                                          |                                          |
| 1970 | 25               |                               |                            | B105                       |                            |                            |                            |                            |                  |                                          |                                          |                                          |                                          |                                          |                                          |                                          |                                          |                                          |
| 1971 | 26               |                               | A 11                       |                            |                            |                            |                            |                            |                  |                                          |                                          |                                          |                                          |                                          |                                          |                                          |                                          |                                          |
| 1972 | 27               |                               | A 03                       |                            |                            |                            |                            |                            |                  |                                          |                                          |                                          |                                          |                                          |                                          |                                          |                                          |                                          |
| 1973 | 28               |                               | A 03                       |                            |                            |                            |                            |                            |                  |                                          |                                          |                                          |                                          |                                          |                                          |                                          |                                          |                                          |
| 1974 | 29               |                               | A 05                       |                            |                            |                            |                            |                            |                  |                                          |                                          |                                          |                                          |                                          |                                          |                                          |                                          |                                          |
| 1975 | 30               |                               | A04                        |                            |                            |                            |                            |                            |                  |                                          |                                          |                                          |                                          |                                          |                                          |                                          |                                          |                                          |
| |                  | (順位戦第31-35期は回次を省略) |                            |                            |                            |                            |                            |                            |                  |                                          |                                          |                                          |                                          |                                          |                                          |                                          |                                          |                                          |
| 1976 | 36               |                               | A 01                       |                            |                            |                            |                            |                            |                  |                                          |                                          |                                          |                                          |                                          |                                          |                                          |                                          |                                          |
| 1978 | 37               |                               | A03                        |                            |                            |                            |                            |                            |                  |                                          |                                          |                                          |                                          |                                          |                                          |                                          |                                          |                                          |
| 1979 | 38               |                               | A01                        |                            |                            |                            |                            |                            |                  |                                          |                                          |                                          |                                          |                                          |                                          |                                          |                                          |                                          |
| 1980 | 39               |                               | A 01                       |                            |                            |                            |                            |                            |                  |                                          |                                          |                                          |                                          |                                          |                                          |                                          |                                          |                                          |
| 1981 | 40               |                               | A 02                       |                            |                            |                            |                            |                            |                  |                                          |                                          |                                          |                                          |                                          |                                          |                                          |                                          |                                          |
| 1982 | 41               |                               | A 04                       |                            |                            |                            |                            |                            |                  |                                          |                                          |                                          |                                          |                                          |                                          |                                          |                                          |                                          |
| 1983 | 42               |                               | A 04                       |                            |                            |                            |                            |                            |                  |                                          |                                          |                                          |                                          |                                          |                                          |                                          |                                          |                                          |
| 1984 | 43               |                               | A 07                       |                            |                            |                            |                            |                            |                  |                                          |                                          |                                          |                                          |                                          |                                          |                                          |                                          |                                          |
| 1985 | 44               |                               | A 04                       |                            |                            |                            |                            |                            |                  |                                          |                                          |                                          |                                          |                                          |                                          |                                          |                                          |                                          |
| 1986 | 45               |                               | A02                        |                            |                            |                            |                            |                            |                  | （棋戦創設前）                           | （棋戦創設前）                           | （棋戦創設前）                           | （棋戦創設前）                           | （棋戦創設前）                           | （棋戦創設前）                           | （棋戦創設前）                           | （棋戦創設前）                           | （棋戦創設前）                           |
| 1987 | 46               |                               | A 01                       |                            |                            |                            |                            |                            | 1                |                                          | 1組                                      |                                          |                                          |                                          |                                          |                                          | --                                       |                                          |
| 1988 | 47               |                               | A02                        |                            |                            |                            |                            |                            | 2                |                                          | 1組                                      |                                          |                                          |                                          |                                          |                                          | --                                       |                                          |
| 1989 | 48               |                               | A 01                       |                            |                            |                            |                            |                            | 3                |                                          | 1組                                      |                                          |                                          |                                          |                                          |                                          | --                                       |                                          |
| 1990 | 49               |                               | A03                        |                            |                            |                            |                            |                            | 4                |                                          | 1組                                      |                                          |                                          |                                          |                                          |                                          | --                                       |                                          |
| 1991 | 50               |                               | A 01                       |                            |                            |                            |                            |                            | 5                |                                          | 1組                                      |                                          |                                          |                                          |                                          |                                          | --                                       |                                          |
| 1992 | 51               |                               | A07                        |                            |                            |                            |                            |                            | 6                |                                          | 1組                                      |                                          |                                          |                                          |                                          |                                          | --                                       |                                          |
| 1993 | 52               | 名人                          |                            |                            |                            |                            |                            | --                         | 7                |                                          | 1組                                      |                                          |                                          |                                          |                                          |                                          | --                                       |                                          |
| 1994 | 53               |                               | A 01                       |                            |                            |                            |                            |                            | 8                |                                          | 1組                                      |                                          |                                          |                                          |                                          |                                          | --                                       |                                          |
| 1995 | 54               |                               | A 03                       |                            |                            |                            |                            |                            | 9                |                                          | 1組                                      |                                          |                                          |                                          |                                          |                                          | --                                       |                                          |
| 1996 | 55               |                               | A 03                       |                            |                            |                            |                            |                            | 10               |                                          | 1組                                      |                                          |                                          |                                          |                                          |                                          | --                                       |                                          |
| 1997 | 56               |                               | A 08                       |                            |                            |                            |                            |                            | 11               |                                          | 1組                                      |                                          |                                          |                                          |                                          |                                          | --                                       |                                          |
| 1998 | 57               |                               |                            |                            |                            |                            |                            | F宣                        | 12               |                                          |                                          | 2組                                      |                                          |                                          |                                          |                                          | --                                       |                                          |
| 1999 | 58               |                               |                            |                            |                            |                            |                            | F宣                        | 13               |                                          |                                          | 2組                                      |                                          |                                          |                                          |                                          | --                                       |                                          |
| 2000 | 59               |                               |                            |                            |                            |                            |                            | F宣                        | 14               |                                          | 1組                                      |                                          |                                          |                                          |                                          |                                          | --                                       |                                          |
| 2001 | 60               |                               |                            |                            |                            |                            |                            | F宣                        | 15               |                                          |                                          | 2組                                      |                                          |                                          |                                          |                                          | --                                       |                                          |
| 2002 | 61               |                               |                            |                            |                            |                            |                            | F宣                        | 16               |                                          |                                          | 2組                                      |                                          |                                          |                                          |                                          | --                                       |                                          |
| 2003 | 62               |                               |                            |                            |                            |                            |                            | F宣                        |                  | (第16期で3組降級対象者/第17期以降不参加) | (第16期で3組降級対象者/第17期以降不参加) | (第16期で3組降級対象者/第17期以降不参加) | (第16期で3組降級対象者/第17期以降不参加) | (第16期で3組降級対象者/第17期以降不参加) | (第16期で3組降級対象者/第17期以降不参加) | (第16期で3組降級対象者/第17期以降不参加) | (第16期で3組降級対象者/第17期以降不参加) | (第16期で3組降級対象者/第17期以降不参加) |
| |                  | （2003年12月18日付で引退）    | （2003年12月18日付で引退） | （2003年12月18日付で引退） | （2003年12月18日付で引退） | （2003年12月18日付で引退） | （2003年12月18日付で引退） | （2003年12月18日付で引退） |                  | （2003年12月18日付で引退）               | （2003年12月18日付で引退）               | （2003年12月18日付で引退）               | （2003年12月18日付で引退）               | （2003年12月18日付で引退）               | （2003年12月18日付で引退）               | （2003年12月18日付で引退）               | （2003年12月18日付で引退）               | （2003年12月18日付で引退）               |
| 順位戦、竜王戦の 枠表記 は挑戦者。右欄の数字は勝-敗(番勝負/PO含まず)。 順位戦の右数字はクラス内順位 ( x当期降級点 / *累積降級点 / +降級点消去 ) 順位戦の「F編」はフリークラス編入 /「F宣」は宣言によるフリークラス転出。 竜王戦の 太字 はランキング戦優勝、竜王戦の 組(添字) は棋士以外の枠での出場。 （米長邦雄永世棋聖は2003年12月18日付で引退） |                  |                               |                            |                            |                            |                            |                            |                            |                  |                                          |                                          |                                          |                                          |                                          |                                          |                                          |                                          |                                          |

### 表彰等
勝数表彰
- 1982年00月00日 - 通算600勝達成（将棋栄誉賞、受賞は1984年の賞創設による）[60]
- 1987年08月28日 - 通算800勝達成（将棋栄誉敢闘賞、受賞は1992年）[61]
- 1994年12月12日 - 通算1000勝達成（特別将棋栄誉賞、受賞は1995年4月）[62][63][64]
- 2003年06月30日 - 通算1100勝達成 [65]

現役勤続表彰
- 1987年11月17日 - 現役勤続25年 [66]
- 2002年11月00日 - 現役勤続40年 [67]

## その他表彰・受賞
- 1992年（平成04年） 山梨県イメージアップ大賞
- 1992年（平成04年） 山梨県南巨摩郡増穂町（現：富士川町）名誉町民
- 2003年（平成15年） 紫綬褒章[62]
- 2007年（平成19年） 地方教育行政功労者表彰[68]
- 2013年（平成25年） 旭日小綬章[4]

## 年表
- タイトル戦の氏名は対戦相手。色付きのマス目は獲得（奪取または防衛）。色付き以外のマス目は敗退。
o : 勝ち、　x : 負け、　j : 持将棋、　s : 千日手による日程繰り延べ（例外的措置）
- 将棋大賞は、最優秀 : 最優秀棋士賞、　勝 : 最多勝利賞、　対 : 最多対局賞

| 年度 | 名人 4-6月              | 棋聖 6-7月 12-2月       | 王位 7-9月      | 王座 9-10月 | 十段 10-12月      | 王将 1-3月      | 棋王 2-3月       | 一般棋戦 優勝  | 勝                                                                 | 負                                                                 | 将棋大賞                                                           | 備 考                                                              |
| 1963 |                         |                         |                 | －          |                   |                 | －               |                | 11                                                                 | 12                                                                 | －                                                                 | 1963.4.1プロ入り                                                   |
| 1963 |                         |                         |                 | －          |                   |                 | －               |                | 11                                                                 | 12                                                                 | －                                                                 | 1963.4.1プロ入り                                                   |
| 1964 |                         |                         |                 | －          |                   |                 | －               | 古豪新鋭       | 20                                                                 | 8                                                                  | －                                                                 |                                                                    |
| 1964 |                         |                         |                 | －          |                   |                 | －               | 古豪新鋭       | 20                                                                 | 8                                                                  | －                                                                 |                                                                    |
| 1965 |                         |                         |                 | －          |                   |                 | －               |                | 27                                                                 | 11                                                                 | －                                                                 | （大山が3年度連続 五冠独占）                                       |
| 1965 |                         |                         |                 | －          |                   |                 | －               |                | 27                                                                 | 11                                                                 | －                                                                 | （大山が3年度連続 五冠独占）                                       |
| 1966 |                         |                         |                 | －          |                   |                 | －               |                | 12                                                                 | 13                                                                 | －                                                                 |                                                                    |
| 1966 |                         |                         |                 | －          |                   |                 | －               |                | 12                                                                 | 13                                                                 | －                                                                 |                                                                    |
| 1967 |                         |                         |                 | －          |                   |                 | －               |                | 15                                                                 | 10                                                                 | －                                                                 |                                                                    |
| 1967 |                         |                         |                 | －          |                   |                 | －               |                | 15                                                                 | 10                                                                 | －                                                                 |                                                                    |
| 1968 |                         |                         |                 | －          |                   |                 | －               |                | 24                                                                 | 7                                                                  | －                                                                 |                                                                    |
| 1968 |                         |                         |                 | －          |                   |                 | －               |                | 24                                                                 | 7                                                                  | －                                                                 |                                                                    |
| 1969 |                         |                         |                 | －          |                   |                 | －               | 連盟杯         | 27                                                                 | 12                                                                 | －                                                                 |                                                                    |
| 1969 |                         |                         |                 | －          |                   |                 | －               | 連盟杯         | 27                                                                 | 12                                                                 | －                                                                 |                                                                    |
| 1970 |                         |                         | 大山康晴 xxxox  | －          |                   |                 | －               |                | 24                                                                 | 18                                                                 | －                                                                 | A級昇級を決める                                                    |
| 1970 |                         |                         | 大山康晴 xxxox  | －          |                   |                 | －               |                | 24                                                                 | 18                                                                 | －                                                                 | A級昇級を決める                                                    |
| 1971 |                         |                         |                 | －          |                   |                 | －               |                | 30                                                                 | 14                                                                 | －                                                                 | A級八段1年目                                                       |
| 1971 |                         |                         |                 | －          |                   |                 | －               |                | 30                                                                 | 14                                                                 | －                                                                 | A級八段1年目                                                       |
| 1972 |                         |                         |                 | －          |                   |                 | －               |                | 29                                                                 | 19                                                                 | －                                                                 |                                                                    |
| 1972 |                         |                         |                 | －          |                   |                 | －               |                | 29                                                                 | 19                                                                 | －                                                                 |                                                                    |
| 1973 |                         | <第22期> 有吉道夫 xooo  |                 | －          |                   | 中原誠 xooxxx   | －               |                | 39                                                                 | 28                                                                 | <第1回> 対                                                         |                                                                    |
| 1973 | 内藤國雄 ooxxx          |                         |                 | －          |                   | 中原誠 xooxxx   | －               |                | 39                                                                 | 28                                                                 | <第1回> 対                                                         |                                                                    |
| 1974 |                         |                         | 中原誠 xoxoxx   | －          |                   | 中原誠 xoxxoox  | －               | 早権(前期)     | 45                                                                 | 30                                                                 | 技能賞 対                                                          |                                                                    |
| 1974 | 大山康晴 xxx            |                         | 中原誠 xoxoxx   | －          |                   | 中原誠 xoxxoox  | －               | 早権(前期)     | 45                                                                 | 30                                                                 | 技能賞 対                                                          |                                                                    |
| 1975 |                         |                         |                 | －          |                   |                 |                  |                | 30                                                                 | 21                                                                 |                                                                    |                                                                    |
| 1975 |                         |                         |                 | －          |                   |                 |                  |                | 30                                                                 | 21                                                                 |                                                                    |                                                                    |
| 1976 | <第35期> 中原誠 xooxxox | <第28期>                | <第17期>        | －          | <第15期>          | <第26期>        | <第2期>          |                | 36                                                                 | 26                                                                 | 対                                                                 |                                                                    |
| 1976 | <第35期> 中原誠 xooxxox | <第29期> 大山康晴 oxxox | <第17期>        | －          | <第15期>          | <第26期>        | <第2期>          |                | 36                                                                 | 26                                                                 | 対                                                                 |                                                                    |
| 1977 | －                      |                         | 中原誠 oxxxox   | －          |                   |                 |                  | 早権(後期)     | 42                                                                 | 23                                                                 | 対                                                                 | （中原が五冠王に）                                                 |
| 1977 | －                      |                         | 中原誠 oxxxox   | －          |                   |                 |                  | 早権(後期)     | 42                                                                 | 23                                                                 | 対                                                                 | （中原が五冠王に）                                                 |
| 1978 | <第36期>                |                         |                 | －          | 中原誠 xxxooox    |                 | 加藤一二三 ooxxo | NHK            | 47                                                                 | 22                                                                 | 最優秀 勝 対                                                       |                                                                    |
| 1978 | <第36期>                |                         |                 | －          | 中原誠 xxxooox    |                 | 加藤一二三 ooxxo | NHK            | 47                                                                 | 22                                                                 | 最優秀 勝 対                                                       |                                                                    |
| 1979 | 中原誠 ooxxxx           |                         | 中原誠 xooxoxso | －          | 中原誠 xxoxx      |                 | 中原誠 xoxx      | 早権           | 45                                                                 | 25                                                                 |                                                                    |                                                                    |
| 1979 | 中原誠 ooxxxx           |                         | 中原誠 xooxoxso | －          | 中原誠 xxoxx      |                 | 中原誠 xoxx      | 早権           | 45                                                                 | 25                                                                 |                                                                    |                                                                    |
| 1980 | 中原誠 xojxxx           | 中原誠 ooxo             | 中原誠 xxxx     | －          |                   | 大山康晴 oxxxx  | 中原誠 ooxo      | 日シ 早権 名将 | 55                                                                 | 32                                                                 | 勝 対                                                              |                                                                    |
| 1980 | 中原誠 xojxxx           | 二上達也 oxxx           | 中原誠 xxxx     | －          | 持1               | 持1             | 中原誠 ooxo      | 日シ 早権 名将 |                                                                    |                                                                    | 勝 対                                                              |                                                                    |
| 1981 |                         |                         |                 | －          | 加藤一二三 oxoxxx |                 | 森安秀光 oxoxo   | 名将           | 35                                                                 | 28                                                                 |                                                                    |                                                                    |
| 1981 |                         |                         |                 | －          | 加藤一二三 oxoxxx |                 | 森安秀光 oxoxo   | 名将           | 35                                                                 | 28                                                                 |                                                                    |                                                                    |
| 1982 |                         |                         |                 | －          |                   | 大山康晴 xoooo  | 大山康晴 ooo     | 連盟杯         | 40                                                                 | 25                                                                 |                                                                    | 1982.7.30 通算600勝(365敗)                                         |
| 1982 |                         |                         |                 | －          |                   | 大山康晴 xoooo  | 大山康晴 ooo     | 連盟杯         | 40                                                                 | 25                                                                 |                                                                    | 1982.7.30 通算600勝(365敗)                                         |
| 1983 |                         |                         |                 |             |                   | 森雞二 ooxoo    | 森安秀光 oxoo    |                | 41                                                                 | 22                                                                 | 最優秀                                                             |                                                                    |
| 1983 | 森安秀光 oxoo           |                         |                 |             |                   | 森雞二 ooxoo    | 森安秀光 oxoo    |                | 41                                                                 | 22                                                                 | 最優秀                                                             |                                                                    |
| 1984 |                         | 谷川浩司 ooo            |                 |             | 中原誠 oxxooxo    | 中原誠 xoxxx    | 桐山清澄 oxxx    | 日シ           | 38                                                                 | 27                                                                 | 最優秀                                                             | 四冠王（= 十段戦） 永世棋聖資格獲得 (永世棋王獲得失敗)             |
| 1984 | 中村修 xoxoo            |                         |                 |             | 中原誠 oxxooxo    | 中原誠 xoxxx    | 桐山清澄 oxxx    | 日シ           | 38                                                                 | 27                                                                 | 最優秀                                                             | 四冠王（= 十段戦） 永世棋聖資格獲得 (永世棋王獲得失敗)             |
| 1985 |                         | 勝浦修 oxoo             |                 |             | 中原誠 xooxoxo    |                 |                  | 名将           | 41                                                                 | 20                                                                 |                                                                    |                                                                    |
| 1985 | 中村修 ooo              |                         |                 |             | 中原誠 xooxoxo    |                 |                  | 名将           | 41                                                                 | 20                                                                 |                                                                    |                                                                    |
| 1986 |                         | 桐山清澄 xxox           | 高橋道雄 xxxx   |             | 福崎文吾 xxooxx   |                 |                  | 日シ 名将      | 35                                                                 | 25                                                                 |                                                                    | 5年ぶりの無冠                                                      |
| 1986 |                         |                         | 高橋道雄 xxxx   |             | 福崎文吾 xxooxx   |                 |                  | 日シ 名将      | 35                                                                 | 25                                                                 |                                                                    | 5年ぶりの無冠                                                      |
| 1987 | 中原誠 ooxxxx           |                         |                 |             |                   |                 |                  |                | 35                                                                 | 31                                                                 |                                                                    | 1987.8.28 通算800勝(494敗)                                         |
| 1987 | 中原誠 ooxxxx           |                         |                 |             |                   |                 |                  |                | 35                                                                 | 31                                                                 |                                                                    | 1987.8.28 通算800勝(494敗)                                         |
| 年度 | 名人 4-6月              | 棋聖 6-7月 12-2月       | 王位 7-9月      | 王座 9-10月 | 竜王 10-12月      | 王将 1-3月      | 棋王 2-3月       | 一般棋戦 優勝  | 勝                                                                 | 負                                                                 | 将棋大賞                                                           | 備 考                                                              |
| 1988 | <第46期>                | <第52期>                | <第29期>        | <第36期>    | <第1期> 島朗 xxxx | <第38期>        | <第14期>         | 勝抜(6連勝)    | 24                                                                 | 26                                                                 |                                                                    |                                                                    |
| 1988 | <第46期>                | <第53期>                | <第29期>        | <第36期>    | <第1期> 島朗 xxxx | <第38期>        | <第14期>         | 勝抜(6連勝)    | 24                                                                 | 26                                                                 |                                                                    |                                                                    |
| 1989 | 谷川浩司 xxxx           |                         |                 |             |                   | 南芳一 oxxxooo  |                  |                | 29                                                                 | 26                                                                 | 殊勲賞                                                             |                                                                    |
| 1989 | 谷川浩司 xxxx           |                         |                 |             |                   | 南芳一 oxxxooo  |                  |                | 29                                                                 | 26                                                                 | 殊勲賞                                                             |                                                                    |
| 1990 |                         |                         |                 |             |                   | 南芳一 oxoxxx   |                  |                | 26                                                                 | 21                                                                 |                                                                    |                                                                    |
| 1990 |                         |                         |                 |             |                   | 南芳一 oxoxxx   |                  |                | 26                                                                 | 21                                                                 |                                                                    |                                                                    |
| 1991 | 中原誠 xxxox            |                         |                 |             |                   |                 |                  |                | 26                                                                 | 25                                                                 |                                                                    |                                                                    |
| 1991 | 中原誠 xxxox            |                         |                 |             |                   |                 |                  |                | 26                                                                 | 25                                                                 |                                                                    |                                                                    |
| 1992 |                         |                         |                 |             |                   |                 |                  |                | 31                                                                 | 17                                                                 |                                                                    |                                                                    |
| 1992 |                         |                         |                 |             |                   |                 |                  |                | 31                                                                 | 17                                                                 |                                                                    |                                                                    |
| 1993 | 中原誠 oooo             |                         |                 |             |                   |                 |                  |                | 17                                                                 | 18                                                                 | 特別賞                                                             | 悲願の名人位獲得、 50歳で名人在位(初)                              |
| 1993 | 中原誠 oooo             |                         |                 |             |                   |                 |                  |                | 17                                                                 | 18                                                                 | 特別賞                                                             | 悲願の名人位獲得、 50歳で名人在位(初)                              |
| 1994 | 羽生善治 xxxoox         |                         |                 |             |                   |                 |                  |                | 29                                                                 | 24                                                                 |                                                                    | 1994.12.12 通算1000勝(657敗)                                       |
| 1994 | 羽生善治 xxxoox         |                         |                 |             |                   |                 |                  |                | 29                                                                 | 24                                                                 |                                                                    | 1994.12.12 通算1000勝(657敗)                                       |
| 1995 |                         |                         |                 |             |                   |                 |                  |                | 26                                                                 | 18                                                                 |                                                                    | （羽生が七冠独占）                                                 |
| 1996 |                         |                         |                 |             |                   |                 |                  |                | 15                                                                 | 20                                                                 |                                                                    |                                                                    |
| 1997 |                         |                         |                 |             |                   |                 |                  |                | 14                                                                 | 19                                                                 |                                                                    | A級からの陥落決定                                                  |
| 1998 |                         |                         |                 |             |                   |                 |                  |                | 9                                                                  | 10                                                                 |                                                                    | フリークラス宣言、 永世棋聖を名乗る                                |
| 1999 |                         |                         |                 |             |                   |                 |                  |                | 7                                                                  | 12                                                                 | 升田賞                                                             |                                                                    |
| 2000 |                         |                         |                 |             |                   |                 |                  |                | 8                                                                  | 15                                                                 |                                                                    |                                                                    |
| 2001 |                         |                         |                 |             |                   |                 |                  |                | 6                                                                  | 15                                                                 |                                                                    |                                                                    |
| 2002 |                         |                         |                 |             |                   |                 |                  |                | 9                                                                  | 14                                                                 |                                                                    |                                                                    |
| 2003 |                         |                         |                 |             |                   |                 |                  |                | 4                                                                  | 11                                                                 |                                                                    | 2003.12.17引退                                                     |
| 年度 | 名人                    | 棋聖                    | 王位            | 王座        | 竜王              | 王将            | 棋王             | 一般棋戦       | 勝                                                                 | 負                                                                 | 将棋大賞                                                           | 備 考                                                              |
| 合計 | 登場8回 獲得1期         | 登場12回 獲得7期        | 登場6回 獲得1期 | 登場なし    | 登場6+1回 獲得2期 | 登場8回 獲得3期 | 登場7回 獲得5期  | 優勝16回       | 1103勝800敗、タイトル戦の持将棋1 タイトル戦登場48、獲得19(歴代6位) | 1103勝800敗、タイトル戦の持将棋1 タイトル戦登場48、獲得19(歴代6位) | 1103勝800敗、タイトル戦の持将棋1 タイトル戦登場48、獲得19(歴代6位) | 1103勝800敗、タイトル戦の持将棋1 タイトル戦登場48、獲得19(歴代6位) |

## 肩書き
昇段およびタイトルの獲得、失冠による肩書きの遍歴を記す。
| 日付           | 肩書き   | 保持タイトル           | 日数   | 備考                             |
| -------------- | -------- | ---------------------- | ------ | -------------------------------- |
| 1963年04月01日 | 四段     |                        | 0731日 | プロ入り                         |
| 1965年04月01日 | 五段     |                        | 0365日 | 第19期順位戦C級1組昇級による昇段 |
| 1966年04月01日 | 六段     |                        | 1096日 | 第20期順位戦B級2組昇級による昇段 |
| 1969年04月01日 | 七段     |                        | 0730日 | 第23期順位戦B級1組昇級による昇段 |
| 1971年04月01日 | 八段     |                        | 0841日 | 第25期順位戦A級昇級による昇段    |
| 1973年07月20日 | 棋聖     | 棋聖                   | 0199日 | 棋聖獲得 第22期棋聖戦            |
| 1974年02月04日 | 八段     |                        | 1882日 | 棋聖失冠 第23期棋聖戦            |
| 1979年04月01日 | 九段     |                        | 0002日 | 九段昇格規定30点                 |
| 1979年04月03日 | 棋王     | 棋王                   | 0193日 | 棋王獲得 第04期棋王戦            |
| 1979年10月13日 | 二冠     | 王位・棋王             | 0160日 | 王位獲得 第20期王位戦            |
| 1980年03月21日 | 王位     | 王位                   | 0119日 | 棋王失冠 第05期棋王戦            |
| 1980年07月18日 | 二冠     | 棋聖・王位             | 0042日 | 棋聖獲得 第36期棋聖戦            |
| 1980年08月29日 | 棋聖     | 棋聖                   | 0152日 | 王位失冠 第21期王位戦            |
| 1981年01月28日 | 九段     |                        | 0043日 | 棋聖失冠 第37期棋聖戦            |
| 1981年03月12日 | 棋王     | 棋王                   | 0722日 | 棋王獲得 第06期棋王戦            |
| 1983年03月04日 | 二冠     | 棋王・王将             | 0325日 | 王将獲得 第32期王将戦            |
| 1984年01月23日 | 三冠     | 棋聖・棋王・王将       | 0351日 | 棋聖獲得 第43期棋聖戦            |
| 1985年01月08日 | 四冠     | 十段・棋聖・棋王・王将 | 0056日 | 十段獲得 第23期十段戦            |
| 1985年03月05日 | 三冠     | 十段・棋聖・棋王       | 0017日 | 王将失冠 第34期王将戦            |
| 1985年03月22日 | 二冠     | 十段・棋聖             | 0490日 | 棋王失冠 第10期棋王戦            |
| 1986年07月25日 | 十段     | 十段                   | 0147日 | 棋聖失冠 第48期棋聖戦            |
| 1986年12月19日 | 九段     |                        | 1197日 | 十段失冠 第25期十段戦            |
| 1990年03月30日 | 王将     | 王将                   | 0347日 | 王将獲得 第39期王将戦            |
| 1991年03月12日 | 九段     |                        | 0801日 | 王将失冠 第40期王将戦            |
| 1993年05月21日 | 名人     | 名人                   | 0382日 | 名人獲得 第51期名人戦            |
| 1994年06月07日 | 前名人   |                        | 0357日 | 名人失冠 第52期名人戦            |
| 1995年05月30日 | 九段     |                        | 1088日 | 第53期名人戦終了                 |
| 1998年05月22日 | 永世棋聖 |                        | 5324日 | 永世棋聖を就位（日数は生前）     |
| 2012年12月18日 | 永世棋聖 |                        | -      | 死去                             |

## 著書
- 楽しい詰将棋入門 山海堂, 1972
- 将棋中級入門 初段をめざす中級者のために 山海堂, 1972
- あなたの棋力を採点する1 - 3 山海堂, 1972 - 1973
- 角頭歩戦法 山海堂, 1974
- 新鬼殺し戦法 山海堂, 1974
  - 上記の二冊を合体して『ネット将棋で勝つ米長の奇襲』 (マイナビ将棋文庫)
- 最強中飛車 日本将棋連盟, 1974
- 将棋入門 基礎から実戦まで 文研出版, 1974
- 振飛車破り あなたもプロになれる 山海堂, 1974
- あなたならどう指す次の一手1 山海堂, 1975
- 将棋再入門 中級脱出 ひかりのくに, 1975
- 米長将棋勝局集 講談社, 1976
- 一手・三手の詰将棋 山海堂, 1976　のちマイナビ将棋文庫
- 楽しい詰将棋入門 続 山海堂, 1976
  - 正・続をあせて『楽しい詰将棋入門』 (マイナビ将棋文庫)
- 日本将棋大系8 六代大橋宗英 筑摩書房, 1979.10
- ヤグラ将棋好局集 日本将棋連盟, 1979.9
- 米長将棋名局集 筑摩書房 1980.11
- あいつより強くなれる将棋の本 二見書房, 1980.3
- 米長の将棋1 居飛車対振飛車上 平凡社, 1980.6（MYCOM将棋文庫DXとして2004年復刊）
- 米長の将棋2 居飛車対振飛車下 平凡社, 1980.8（〃）
- 米長の将棋3 矢倉戦法 平凡社, 1980.10(〃）
- 米長の将棋4 ひねり飛車・横歩取り 平凡社, 1980.12（〃）
- 米長の将棋5 棒銀・腰掛銀 平凡社, 1981.2（〃）
- 米長の将棋6 奇襲戦法 平凡社, 1981.4（〃）
- 人間における勝負の研究 - さわやかに勝ちたい人へ 祥伝社, 1982.6 ISBN 4-396-31049-8（のち文庫、ノン・ポシェット)
- 米長邦雄九段のアマチュア将棋指南道場30講 全国縦断 小学館, 1982.9
- 歴史への招待26 日本放送出版協会, 1983.5
  - 「戦国最強武田軍団」米長邦雄著を収録
- 米長の名局 一手精読・現代将棋 6、筑摩書房、1984
- <カン>が<読み>を超える 米長邦雄,柳瀬尚紀 朝日出版社, 1984.6（文庫化にあたって『「運とカン」を磨く』に改題、講談社プラスアルファ文庫)
- 米長将棋勝局集 講談社文庫  1984.9
- 逆転のテクニック 悪い将棋はこう指せ！ 上・下 日本将棋連盟, 1984.11（のち、将棋連盟文庫)
- 泥沼流人生相談 あなたの人生に「実力」をつける本 ネスコ, 1985.8
- 米長流四間飛車撃破 筑摩書房, 1985.11
- 碁敵が泣いて口惜しがる本 “将棋”の天才が発見した囲碁必勝の秘訣 祥伝社, 1985.4
- 米長流必ず勝つ基本手筋 有紀書房, 1986.12
- 米長流株に勝つ極意 強い金、強い運で挑め サンマーク出版, 1986.10
- 米長流速攻居飛車 筑摩書房, 1986.8
- 米長流攻め方の基本手筋 有紀書房, 1987.4
- 米長上達シリーズ 昭文社, 1988.1
- 米長流基本手筋実戦の急所 有紀書房, 1988.3
- 米長のスーパーアドバイス 日本将棋連盟, 1988.3
- 人生一手の違い 「運」と「努力」と「才能」の関係 祥伝社, 1989.12（のち文庫、ノン・ポシェット)
- 米長流基本手筋実戦の攻防 有紀書房, 1991.1)
- 運を育てる 肝心なのは負けたあと クレスト社, 1993.7 ISBN 4-87712-007-6（のち文庫、ノン・ポシェット)
- 泥沼流振り飛車破り さわやか自戦記 日本将棋連盟, 1994.1
- 人間における運の研究 米長邦雄,渡部昇一 致知出版社, 1994.2
- 最強中飛車 日本将棋連盟, 1994.4
- 米長の勝負術 実戦次の一手70問+さわやかエッセー70題 毎日コミュニケーションズ, 1995.11 ISBN 4-89563-644-5
- 人生、惚れてこそ 知的競争力の秘密 米長邦雄,羽生善治 クレスト社, 1996.3（文庫化にあたって『勉強の仕方』と改題、ノン・ポシェット）
- 勝負の極北 なぜ戦いつづけるのか 藤沢秀行,米長邦雄 クレスト社, 1997.3（文庫化にあたって『戦いはこれからだ』と改題、ノン・ポシェット）
- ふたたび運を育てる ピンチとチャンスは同じもの クレスト社, 1998.6
- 一流になる人二流でおわる人 野村克也,米長邦雄 致知出版社, 1999.5
- 幸せになる教育 子どもも親も先生も校長も 海竜社, 2001.8
- 宮本武蔵の次の一手 決して後悔しない人生論 説話社, 2002.12
- 達人の道 米長邦雄達人戦勝局集 毎日コミュニケーションズ, 2004.3
- 勝負師 内藤國雄,米長邦雄 朝日新聞社, 2004.8)
- 大局を観る 米長流・将棋と人生（NHK人間講座） 日本放送出版協会, 2004.10. --
- 不運のすすめ 角川書店, 2006.7
- 六十歳以後 植福の生き方 海竜社, 2007.5 ISBN 978-4-7593-0972-0
- 名人の脳ドリル詰将棋 面白くて脳に効く！ 米長邦雄監修 主婦と生活社編 主婦と生活社, 2008.3
- 癌ノート ～米長流 前立腺癌への最善手～ ワニブックスPLUS新書, 2009.10
- 米長邦雄『われ敗れたり : コンピュータ棋戦のすべてを語る』中央公論新社、2012年。ISBN 9784120043567。

## 研究・評伝など
- 金子将棋教室 米長邦雄VS中原誠の巻 金子金五郎 晩声社 1980.6
- 米長邦雄の運と謎 運命は性格の中にある 団鬼六 山海堂 1994.4
- 米長邦雄ともに勝つ 加古明光 毎日新聞社 1997.7
- 米長邦雄の本 日本将棋連盟（編）日本将棋連盟 2004.4
- 名人を獲る　評伝米長邦雄 田丸昇 国書刊行会 2021

## ゲーム監修
- 来世棋聖米長邦雄の将棋セミナー21 初級編/中級編/上級編（Windows用ソフト）毎日コミュニケーションズ 2000.3
- SuperLite Gold シリーズ みんなの将棋 初級編/中級編/上級編（PlayStation用ソフト）サクセス 2002.3
- 米長邦雄の将棋セミナー（Xbox用ソフト）サクセス 2002.6

## DVD
- 東京の窓から1 どうする?だれがやる?人間教育 石原慎太郎,米長邦雄 2007.1

## その他
- 大阪駅北口（阪急電鉄梅田駅との連絡口）にあった大関将棋道場（大関酒造協賛）の懸賞広告看板の出題監修を担当。1982年から2002年までの20年間・116回（隔月出題）にわたり出題が行われた。

### テレビ

#### ドキュメンタリー
- ドキュメントにっぽん「瀬戸際の一手〜棋士 米長邦雄 54歳の闘い〜」（1998年3月27日、NHK総合）[69]

#### その他のテレビ番組
- 第44回NHK紅白歌合戦（1993年12月31日、NHK総合・ラジオ第1） - 審査員

### ラジオ
レギュラー番組
- 「米長邦雄の人生さわやか流」（文化放送「えのきどいちろう意気揚々」内、1998-2000年）